# Torrent de les Vinyes (Sant Quirze Safaja)
El torrent de les Vinyes és un torrent del terme municipal de Sant Quirze Safaja, a la comarca del Moianès.
Està situat en el sector de ponent del terme, i dins d'ell, al sud-oest. Es forma a llevant del Collet dels Termes i al sud-est del Collet de les Vinyes, en el Rost de les Pinasses. Des d'aquest lloc davalla cap al nord, decantant-se progressivament cap a llevant, i segueix paral·lelament pel sud-est la Serra de les Vinyes per sota de la Solella de les Vinyes. Ja a la part final del recorregut, passa pel Sot de la Font del Boix, on hi ha el Revolt dels Dotze Apòstols de l'antic traçat de l'actual carretera C-59. Poc després, travessa l'actual carretera C-59, i s'aboca en el torrent de la Font del Boix.